# 突擊隊高級領袖
突击队高级领袖是纳粹德国的一个頭銜，冲锋队和党卫队都曾使用过该頭銜，该頭銜等同于德国陆军上尉或骑兵上尉军衔。
纳粹最初在1928年创设突击队高级领袖职衔，作为冲锋队的一个职衔，该职衔一直用到1939/40年。冲锋队中的连级单位指挥官通常都会被授予该职衔。 
党卫队的突击队高级领袖职衔设立于1930年，其下级职衔是党卫队突擊隊領袖。1934年的长刀之夜过后，党卫队将“突击队高级领袖”更名为“高级突击队领袖”。到那时，冲锋队和党卫队已被普遍认作两个完全独立的组织，上述变动主要是为了将党卫队和冲锋队的衔级体制区分开来。